# Alvinlândia
Alvinlândia es un municipio brasileño del estado de São Paulo. Su población estimada en 2004 era de 2.989 habitantes.

## Historia
El día 8 de agosto de 1934, fue creado el poblado de Villa Couto, primitivo nombre de Alvinlândia. Sus fundadores fueron: José Bonifácio del Couto, Juan Manzano y Horácio Couto.
El nombre Alvinlândia nació cuando los diputados Cunha Bueno, Castro Carvalho y Joviano Alvin, resolvieron homenajear el padre de Joviano Alvin, cuando eran miembros de la Comisión, que discutían sobre la creación de los nuevos distritos en la zona.
Pasó a ser municipio el 18 de febrero de 1959, de acuerdo con la Ley n° 5285, publicada en el D. El. Y. del 19 de febrero de 1959. El municipio de Alvinlândia integra la Comarca de Garça.

## Geografía
- Área: 85,0 km²
- Altitud: 658 m

### Carreteras
- SP-331

## Demografía
| Población histórica del municipio | Población histórica del municipio | Población histórica del municipio | Población histórica del municipio |
| Año                               | Población                         |                                   | %±                                |
| --------------------------------- | --------------------------------- | --------------------------------- | --------------------------------- |
| 1960                              | 4226                              |                                   | —                                 |
| 1970                              | 3020                              |                                   | −28,5%                            |
| 1980                              | 3461                              |                                   | 14,6%                             |
| 1991                              | 2541                              |                                   | −26,6%                            |
| 2000                              | 2837                              |                                   | 11,6%                             |
| 2010                              | 3000                              |                                   | 5,7%                              |
| 2022                              | 2885                              |                                   | −3,8%                             |
| [ 5 ] [ 6 ] [ 7 ] [ 8 ]           |                                   |                                   |                                   |

Dados do Censo - 2000
Población total: 2.837
- Urbana: 2.431
- Rural: 406
- Hombres: 1.431
- Mujeres: 1.406

Densidad demográfica (hab./km²): 33,38
Mortalidad infantil hasta 1 año (por mil): 18,35
Expectativa de vida (años): 69,94
Tasa de fecundidad (hijos por mujer): 2,74
Tasa de alfabetización: 84,86%
Índice de Desarrollo Humano (IDH-M): 0,741
- IDH-M Salario: 0,649
- IDH-M Longevidad: 0,749
- IDH-M Educación: 0,824

(Fuente: IPEADATA)